# Ragionevoli dubbi
Ragionevoli dubbi è un romanzo giallo, del genere thriller legale, scritto da Gianrico Carofiglio e pubblicato da Sellerio nel 2006.
È il terzo romanzo con protagonista l'avvocato Guido Guerrieri, dopo Testimone inconsapevole (Sellerio, 2002) e Ad occhi chiusi (Sellerio, 2003), pubblicati anche nella raccolta I casi dell'avvocato Guerrieri (Sellerio, 2007). Tradotto in inglese, spagnolo, tedesco e olandese, ha avuto tre seguiti: Le perfezioni provvisorie (Sellerio, 2010), La regola dell'equilibrio (Einaudi, 2014) e La misura del tempo (Einaudi, 2019).

## Trama
Poco dopo esser stato lasciato dalla sua fidanzata Margherita, all'avvocato Guido Guerrieri viene sottoposto un caso molto particolare: Fabio Paolicelli detto Raybàn, ex picchiatore di estrema destra, al ritorno dalle vacanze in Montenegro è stato incriminato per aver nascosto un gran quantitativo di droga nella sua macchina. Per non coinvolgere la moglie, in un primo momento l'uomo si dichiara colpevole e in processo di primo grado viene condannato a 16 anni di carcere, nonostante l'intervento alla difesa di un avvocato romano, Corrado Macrì, che si era proposto alla moglie di Raybàn come difensore, sbucando quasi dal nulla. Quando era ragazzo, Guerrieri era stato malmenato da Raybàn a causa delle loro divergenze politiche; tuttavia decide di difenderlo in secondo grado.
Guido fa la conoscenza di Natsu Kawabata, moglie giapponese del Paolicelli; tra i due pian piano si stabilisce una relazione fondata sulla rispettiva solitudine, nonostante Natsu sia moglie di un suo cliente che peraltro è una figura scomoda del suo passato. Intanto Guerrieri conduce un'indagine volta a verificare il coinvolgimento di Fabio nel reato, e scopre che effettivamente l'uomo è stato suo malgrado coinvolto inconsapevolmente nel traffico di droga: l'avvocato Macrì, che lo aveva difeso, era in realtà al soldo del clan mafioso che aveva commissionato il transito della droga, e che cerca di addossare a Paolicelli la colpa per non suscitare ulteriori indagini.
Giunto il giorno del processo di secondo grado, Guerrieri sottopone alla corte le nuove prove rinvenute: di conseguenza Paolicelli viene assolto con formula piena, che comporta l'immediata scarcerazione; questo significa tuttavia troncare la relazione con Natsu, e i due si dicono infatti addio subito dopo il processo. Rimasto di nuovo solo, Guido stringe però amicizia col commissario Carmelo Tancredi, che lo ha aiutato durante l'indagine.

## Edizioni
- Gianrico Carofiglio, Ragionevoli dubbi , Milano Edizioni Mondolibri, 2011 ( su licenzia Palermo Sellerio, 2006)
- Gianrico Carofiglio, Ragionevoli dubbi, collana La memoria, Sellerio, 2006,  p. 320, ISBN 88-389-2146-6.